# 徐榮柱
徐榮柱（韓語：서영주，1998年2月16日—），韓國男演員。2012年，年僅14歲的徐榮柱憑藉《少年犯》獲頒東京國際影展最佳男主角獎，成為該影展歷年來最年輕的影帝。

## 影視作品

### 電視劇
- 2009年：MBC《HERO》飾演 陳道赫（少年）
- 2010年：SBS《招魂》
- 2011年：MBC《能聽見我的心嗎？》飾演 張俊河（少年）
- 2011年：MBC《階伯》飾演 翹岐（少年）
- 2012年：SBS《時尚王》飾演 姜英傑（少年）
- 2012年：SBS《追擊者 THE CHASER》
- 2012年：MBC《May Queen》飾演 張日文（少年）
- 2012年：SBS《家族相片》
- 2013年：MBC《黃金彩虹》飾演 金萬元（少年）
- 2014年：KBS《Drama Special》單幕劇-18歲(第11話)
- 2015年：KBS《雪路》飾演 江英洙
- 2015年：KBS《記得你》飾演 李正河
- 2016年：JTBC《所羅門的偽證》飾演 李紹宇
- 2017年：KBS《內衣少女時代》飾演 裴東文
- 2019年：JTBC《美麗的世界》飾演 韓東洙
- 2019年：MBC《新入史官丘海昤》飾演 李承勳（特別出演）
- 2020年：SBS《無人知曉》飾演 金泰亨
- 2023年：tvN《九尾狐傳1938》飾演 悟
- 2023年：SBS《全國死刑公投》飾演 金志勛／金泰陽

### 電影
- 2008年：《霜花店》飾演 韓裴（幼年）
- 2010年：《殺人之江》
- 2012年：《神偷大劫案》飾演 Macao Park（少年）
- 2012年：《少年犯》飾演 張智九
- 2013年：《莫比烏斯》飾演 兒子
- 2015年：《奸臣》飾演 任崇載（少年）
- 2016年：《密探》飾演 朱東成
- 2023年：《Open the Door》（오픈 더 도어）

## 獲獎
- 2012年：第14屆馬尼拉國際影展－最佳男主角獎（少年犯）
- 2012年：第25屆東京國際影展－最佳男主角獎（少年犯）

## 腳註
1. ↑  韓童星徐榮柱 阿飛魅力東京奪影帝 （页面存档备份，存于） 蘋果日報

## 外部連結
- 徐榮柱的Instagram帳戶
- NAVER
- 徐榮柱韓國官方網站 
- 徐榮柱韓國官方cafe 
- 徐榮柱的X（前Twitter） 
- 徐榮柱的Facebook專頁  （英文）